# SN 2005N
SN 2005N – supernowa typu Ib/c odkryta 19 stycznia 2005 roku w galaktyce NGC 5420. W momencie odkrycia miała maksymalną jasność 18,80m.